# 電圧計
電圧計（でんあつけい、英語: voltmeter）あるいはボルトメーターとは、ある2点間の電位差を測る電気計器である。
デジタル電圧計や、自動車, オートバイに搭載される電圧計も、この項目で説明する。

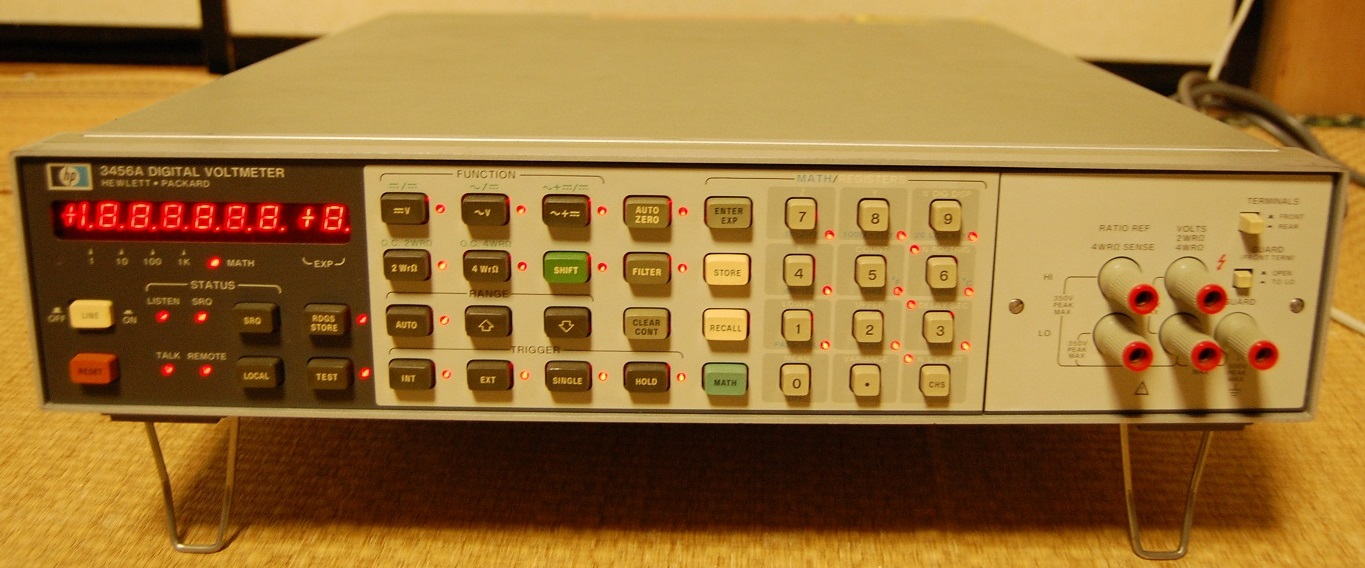
ヒューレットパッカード社の電圧計

## 使用方法・接続方法
内部電気抵抗の大きな測定器であり、測定する回路の2点間に並列に接続する。
直流の場合、電流制限用の大きな抵抗と可動コイル形計器を接続し、流れる微小な電流でムービング・コイル（電磁石）を動かして電圧を測る。
測定範囲の拡大のために、直流では倍率器が、交流では計器用変圧器が利用される。
また、交流の測定にあたっては整流器と直流用計器を組み合わせたもので測定される。

## アナログ電圧計

### 内部構造

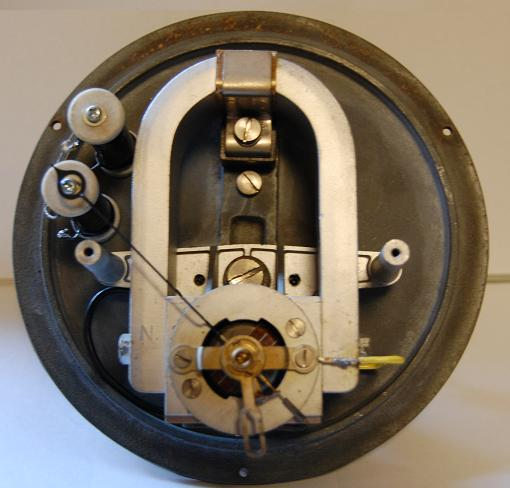
可動コイル形

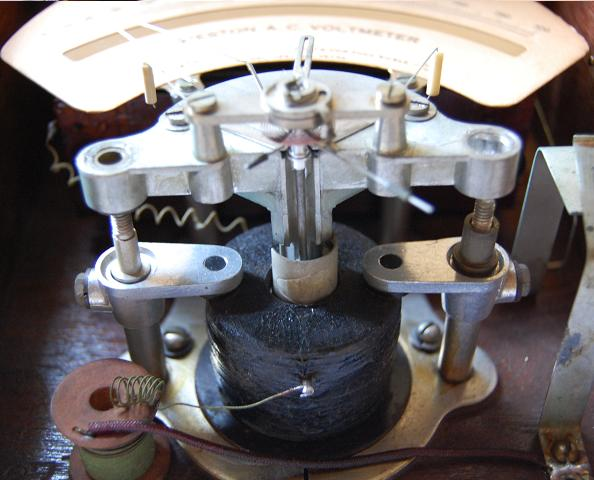
可動鉄片形

基本的な構造は電流計と同じであるが、回路上に電気抵抗があるため定電流が流れるとオームの法則により求められた電圧を検針可能な構造となっている。右に可動コイル型の図を示す。構成部品は永久磁石、コイル、指針となっている。さらにその下の図は可動鉄片形で構成部品は可動鉄片、固定鉄片、指針となる。

### 直流電圧計

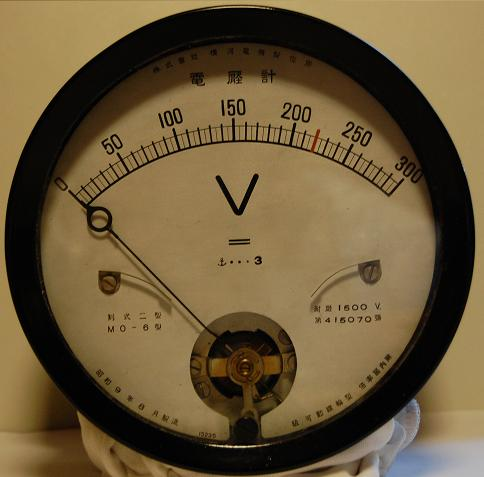
直流電圧計

直流においての電圧を測定するのに使用される。構造は可動コイル型 (Moving-Coil Type) であり永久磁石およびコイルで構成される。また、振れ角は電流に比例するので目盛り平等目盛りとなる。

### 交流電圧計

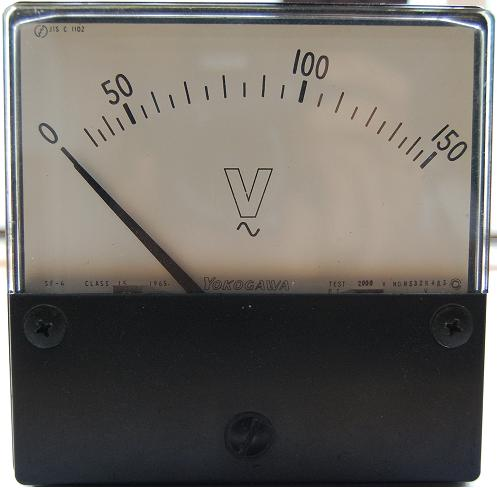
交流電圧計

構造は可動鉄片形 (Moving-iron Type) であり、非常に簡単、堅牢、安価で商用電源周波数程度 (45 - 65Hz) の交流電圧を測定するのに広く使用されている。本来は実効値の2乗で針が振れるが固定鉄片の形を改良することにより、定格の10 - 20%以上はほぼ平等目盛りとすることができる（写真の目盛りの始まり付近のことである）。

### 電流力計型電圧計
構造的には電力計と同様だが内部配線が異なる。原理的には直流から商用周波数程度（DC - 1000Hzまで可能なものも）である。

### 静電電圧計
二つの金属板に加えられた電圧により力が生じることによって指示する。低電圧の場合金属板に生じるトルクが小さいので、もっぱら高電圧 (1 - 500kV) で使用される。

### 熱電形電圧計
熱電形電圧計は15 - 150Vまでが製品化されている。

### 電子電圧計（バルボル、ミリバル）

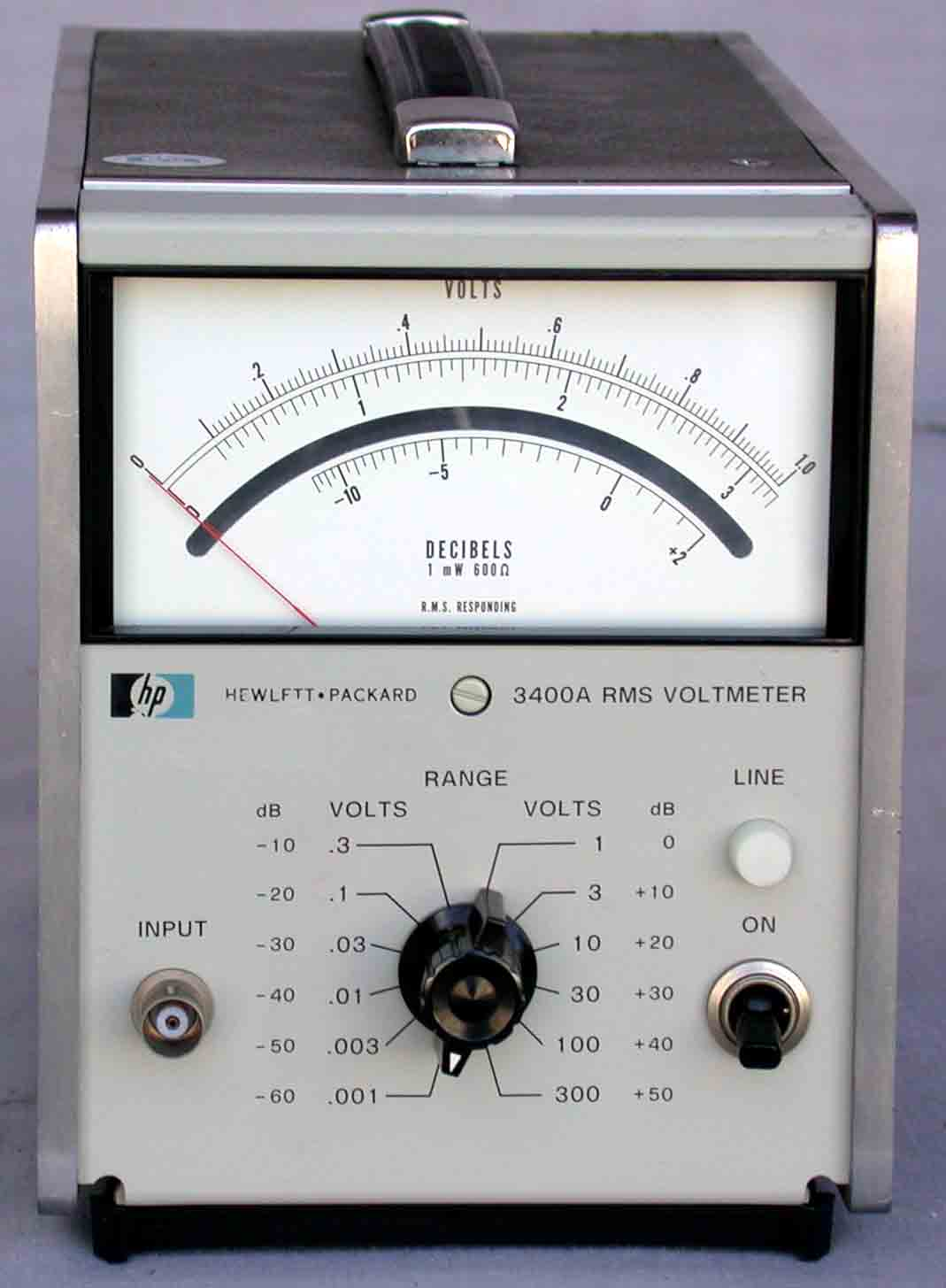
電子電圧計

交流電圧の実効値を広い周波数帯域及び広い電圧の範囲を測ることができる装置である。バルボルとは真空管電圧計（vacuum tube voltmeter, VTVM）の俗称である。またミリバルはミリボルト・バルボルの俗称で、微小電圧測定のための測定器である。

## デジタル電圧計
デジタル電圧計は、1954年に実業家・発明家のアンドルー・ケイによって発明された。

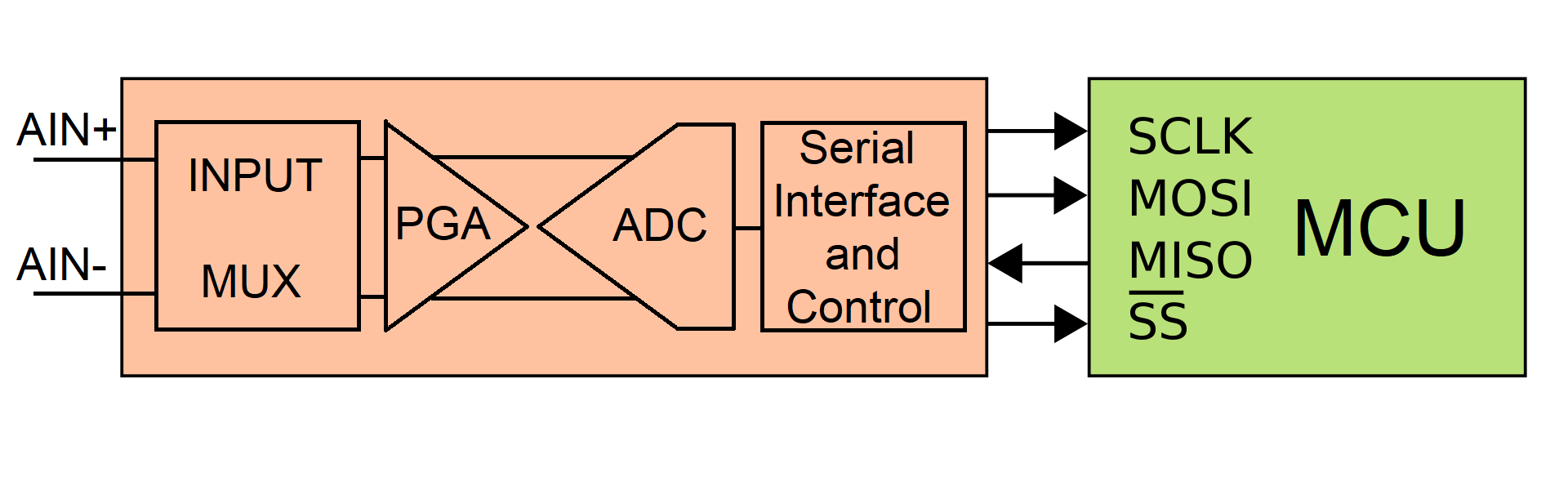
SPIバスでの接続の例

ここでは汎用の16bit ADCを例にあげ解説する。IC内部には入力マルチプレクサ(MUX)、プログラマブルゲインアンプ(PGA)、アナログ-デジタル変換回路(ADC)とそれらを制御しマイコン(MCU)などとの通信をつかさどる制御通信部からなる。下記にMCUによる電圧値取得の例を書く。ピンの割り当てやリファレンス電圧、PGAの設定、サンプルレートなどを指定した後に電圧値を1秒ごとにコンピュータに送信するソフトウェアである。
```
SPI
 
spi
(
p5
,
 
p6
,
 
p7
);
 
// mosi(out), miso(in), sclk(clock)

DigitalOut
 
cs
(
p8
);
 
// cs (the chip select signal)

Serial
 
pc
(
USBTX
,
 
USBRX
);
 

int
 
main
()
 
{

    

    
spi
.
format
(
8
,
1
);
 
//(bits, mode) (mode1 (CPOL=0, CPHA=1)

    
spi
.
frequency
(
1000000
);
 
//1MHz

    

    
wait_ms
(
20
);
//Delay for minimum of 16ms to allow power supplies to settle and power-on reset to complete.

    

    
cs
 
=
 
0
;
// Select the device by seting chip select low

    
wait_ms
(
1
);
//Delay for minimum of tsccs(=10ns)

    

    
spi
.
write
(
0x06
);
//reset

    
wait_ms
(
1
);
//Delay for minimum of 0.6ms

    

    
spi
.
write
(
0x16
);
//SDATAC: Stop read data continuous mode.

    
wait_ms
(
1
);

    

    
//WREG: Write to register rrrr

    
spi
.
write
(
0x40
);
//WREG, MUX0

    
spi
.
write
(
0x00
);
//

    
spi
.
write
(
0x01
);
//AIN0 = + , AIN1 = -

    
wait_ms
(
1
);

    

    
spi
.
write
(
0x42
);
//System Control Register0

    
spi
.
write
(
0x00
);
//

    
spi
.
write
(
0x30
);
//Internal Reference is always on. & Internal Reference selected.

    
wait_ms
(
1
);

    

    
spi
.
write
(
0x43
);
//System Control Register0

    
spi
.
write
(
0x00
);
//

    
spi
.
write
(
0x12
);
//PGA=2, Data Output Rate = 20SPS

    
wait_ms
(
1
);

    

    
spi
.
write
(
0x04
);
//SYNC: Synchronize ADC conversions.

    
wait_ms
(
1
);

    

    
cs
 
=
 
1
;

    

    
while
(
1
)
 
{

        
cs
 
=
 
0
;

        
spi
.
write
(
0x12
);
//RDATA: Read data once.

        
wait_ms
(
1
);

        

        
unsigned
 
char
 
Volt_hex1
 
=
 
spi
.
write
(
0xff
);

        
unsigned
 
char
 
Volt_hex2
 
=
 
spi
.
write
(
0xff
);

        
unsigned
 
short
 
Volt_hex
 
=
 
(
Volt_hex1
 
<<
 
8
)
 
|
 
Volt_hex2
;

        
float
 
Volt
 
=
 
(
float
)
Volt_hex
 
/
 
0x7fff
;
 
//0 ~ 1.024V

        
cs
=
 
1
;

        
pc
.
printf
(
"%f
\r
"
,
 
Volt
);

        
wait
(
1
);

    
}

}

```

表示部をLCDや7セグメントディスプレイに置き換えればデジタルパネルメータとして仕上げることも可能になる。

## 倍率器

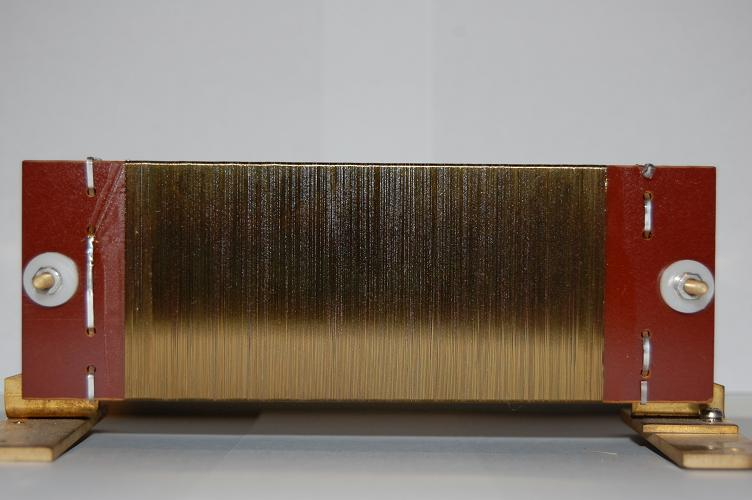
マンガニン抵抗による倍率器

倍率器(ばいりつき,Multiplier)は直流電圧計の測定範囲拡大に使われる抵抗器で、電圧計に直列に挿入する。直列抵抗器とも呼ばれる。

## 自動車・オートバイにおける電圧計

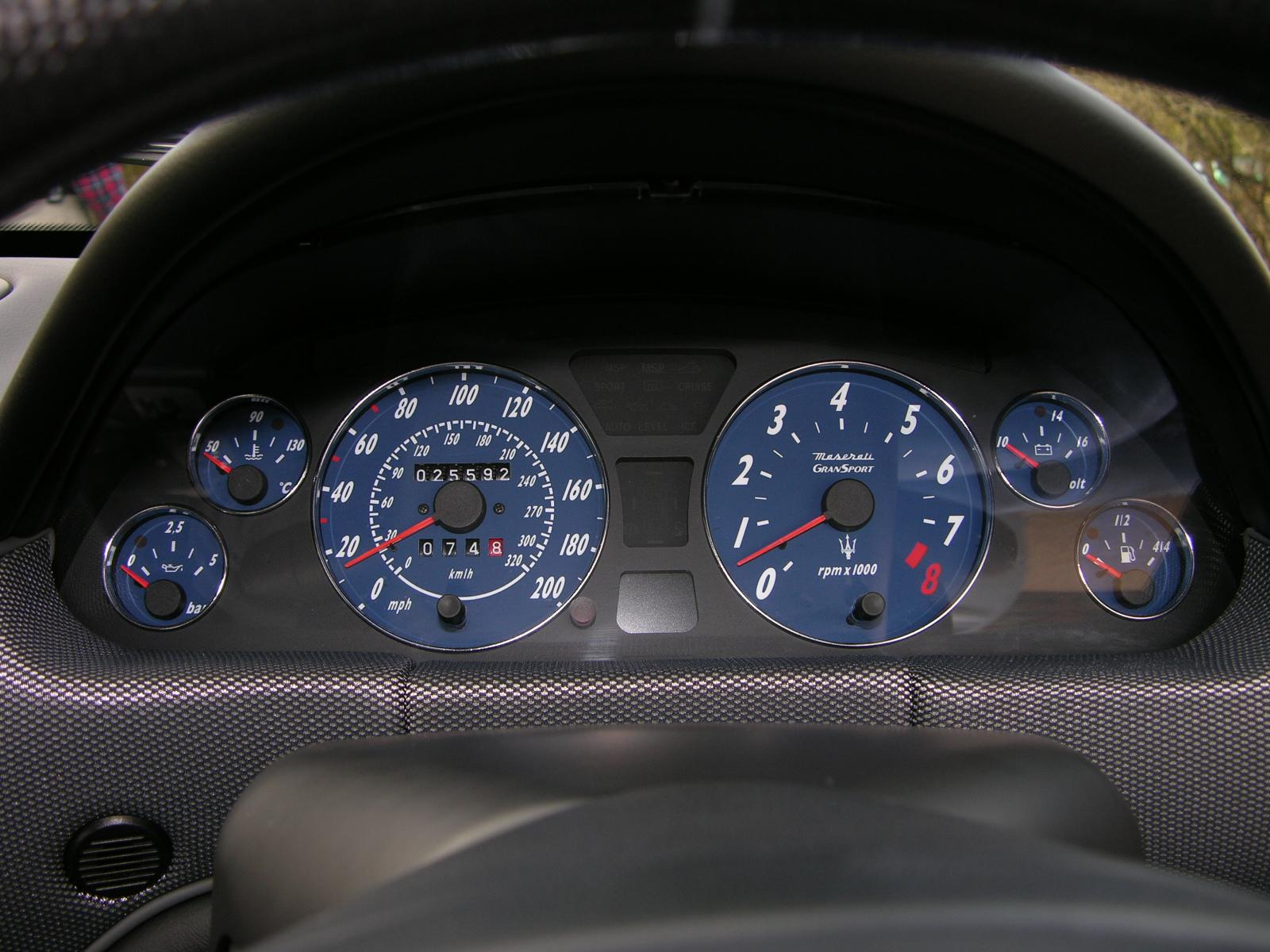
電圧計を装備した自動車の計器周り（マセラティ）

自動車やオートバイの一部には、蓄電池性能監視のためにメーターパネル内などに電圧をデジタルまたはアナログメーターによって指示したり、「正常」「不足」「要点検」などの抽象的な表示を行う電圧計を備えた車種も存在しているが、パネル計器としての精度しかなく警告灯で代用するものが多い。

## 注・出典
1. ↑  電圧計の測定誤差を少なくするために、入力電圧を精密抵抗器による分圧の後に真空管陽極接地増幅器（cathode follower amplifier）で受けて入力インピーダンスを大きくしていた。現在は真空管でなく半導体素子が使用されている。（中林忠志 『オーディオ用測定器 : 解説と製作』、第2章 真空管電圧計 p.19）